# 脆韧转换带

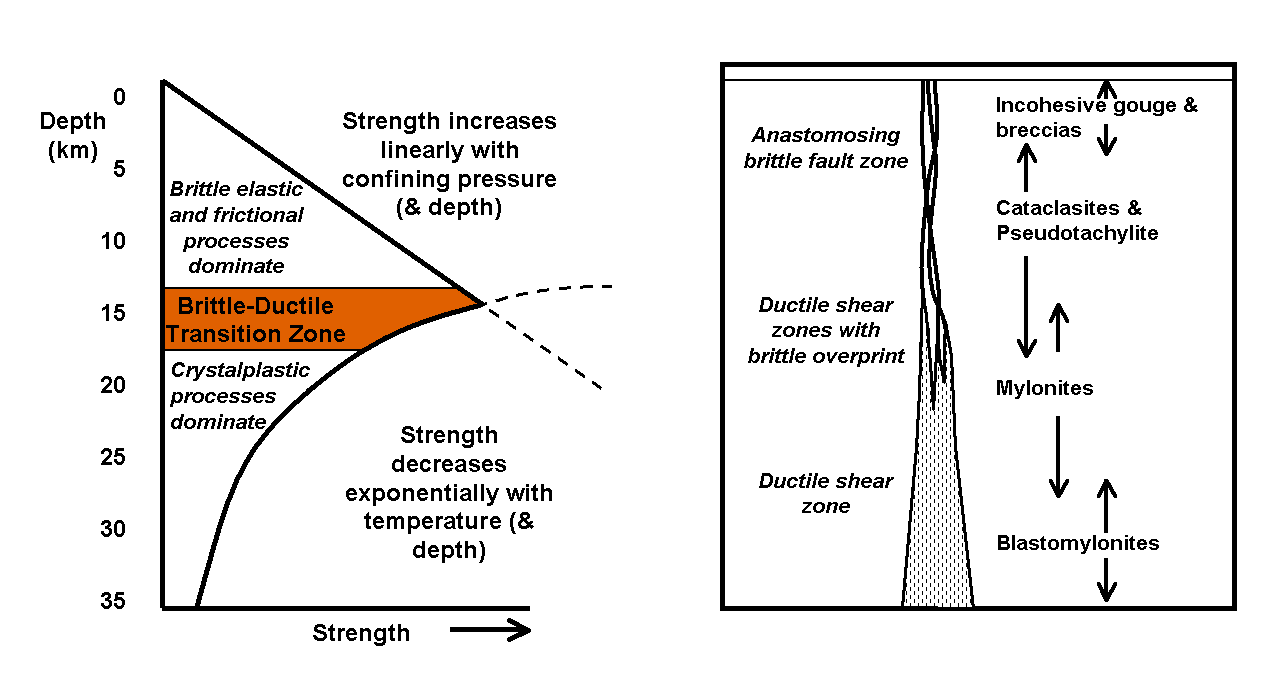
大陆地壳强度随深度的变化，占优势的变形机理的改变（左），以及一个理论上的纵向断裂带的不同部位出现的断层岩（右）。

脆韧转换带是地壳强度最大的部分。对于富含石英和长石的大陆地壳而言，脆韧转换带出现在大约13到18公里深度（大致对应于250到400°C的温度）。在这一深度，岩石变得不容易破裂，而更容易由蠕变而造成韧性变形。这是因为材料的脆性强度随围压的增加而增加，而韧性强度随温度的增加而降低。地壳中，脆性强度越向下越大、韧性强度越向上越大；脆韧转换带出现在二者大小相等的深度；在这个带，地壳强度随深度的变化曲线呈现典型的“锯齿状”。因此，这个带是地壳强度最大的带，也是很多地震发生的深度。脆韧转换带的深度取决于应变速率和地温梯度；应变速率小、热流高的时候，深度小；应变速率大、热流低的时候，深度大。脆韧转换带出现的深度也受地壳岩石组成的影响。